# 洪山大桥 (长沙)
洪山大桥位于中国湖南省长沙市开福区境内，是长沙东二环跨越浏阳河的一座桥梁，距下游老洪山桥约60米，南接四方坪立交，北连捞刀河大桥。大桥主桥采用单塔无背索结合梁斜拉桥，由湖南大学设计研究院设计，该设计方案于2000年获得长沙市政府会议的一致通过。大桥由中铁大桥局第五工程有限公司承建，于1999年12月30日开工兴建，共耗费混凝土2.52万立方米，钢材5,985吨，于2004年12月28日建成通车，总造价1.21亿元人民币。

## 设计
桥址处百年一遇20米高10分钟平均最大风速为28.28米/秒，历年最高气温40.6℃，历年最低气温-11.4℃，年平均气温17.1℃。地震基本烈度为VI度。基岩埋置较浅，大部分地段基岩裸露，岩性为群板岩。
主桥全长257.3米，跨径组成为：21米（边跨）+206米（主跨）+30.3米（辅助孔）；桥面全宽33.2米，按双向六车道城市快速路标准建设，设计速度60千米/小时；设计荷载为城－A级、汽－超20、挂－120、人群3.5千牛/平方米，并以一辆300吨特重车验算；通航等级为VI级；地震设防烈度为Ⅶ度；桥上纵坡0.2464%、横坡1.5%。
该桥与常规的“人行两边”设计不同，人行道设在桥面中央两个索面之间，宽5米，且高出车行道2米，并在大桥索塔底部开出一个高9米、宽3米的过人孔，以方便行人上下桥梁。
洪山大桥是世界上跨度最大的无背索斜塔斜拉桥，也是世界上唯一高度超百米的混凝土斜塔桥。

### 索塔
索塔总高146.581米，分为塔基、塔座、塔身、塔顶四部分，标高38.383米以下为塔基，标高38.383－64.098米为塔座，标高64.098－172.764米为塔身，标高172.764－184.964米为塔顶；其中桥面以上塔高136.8米。
塔基采用扩大基础，尺寸为31米（顺桥向）×30米（横桥向）×11米（高），基身下设25根直径2米的抗滑桩，桩长5米，上为长29米、宽28米、高3米的钢筋混凝土承台，抗滑桩和基身采用C20混凝土，承台采用C30混凝土，混凝土总量13,398立方米。
塔座为钢－混凝土结构，外壁为钢壳，钢壳内为微膨胀素混凝土无筋结构。塔座底口平面尺寸为24.5×20米，顶口平面尺寸为14.15×8.2米。塔座采用钢壳分节拼装、壳内混凝土分次浇筑的施工方法。
塔身为预应力混凝土箱形结构，水平倾角58°，截面（与塔身垂直）外轮廓尺寸为12米（顺桥向）×8.2米（横桥向），水平投影为14.15米（顺桥向）×8.2米（横桥向）。塔身东西壁厚0.75米，南北变壁厚，从底部到顶部，南面由2.06米递减至1.23米，北面由2.02米递减至1.19米。塔身分为29个节段，采用液压自升爬模系统施工。塔身内设有观光电梯，电梯井为3.2×3.2米，可直通塔顶的观景台。塔身四周沿索塔通长设置装饰槽，东西两侧各两条宽0.8米、深0.2米；南北两侧各一条宽0.8米、深0.3米。
塔顶设5.4米高的观景台和电梯控制间，以上设20米高的U型塔冠，渐细的顶端向上方和北侧延伸。

### 主梁
主梁为钢－混凝土叠合脊骨梁结构，中央设一条矩形截面闭口钢箱梁，宽7米，高4.4米。近塔的一段（塔根部至1號索）主箱梁壁厚32毫米，其余梁段主箱梁壁厚28毫米。人行道布置在中央箱梁的顶面，高出车行道2米。
主箱梁两侧设悬臂长度13米的箱形钢挑梁，挑梁纵向间距4米，其截面宽度0.7米，根部高2.3米，端部高0.5米。钢挑梁上设21厘米厚混凝土桥面板，桥面板按3.45纵向长度预制，接头现浇，与钢挑梁用直径22毫米、间距120毫米的大头剪力钉联结，横桥向亦与主箱梁腹板联结。主箱梁内挑梁对应位置设置横隔梁。 
主梁为全焊结构，除主箱梁加厚段采用14锰铌桥梁钢（14MnNbq）外，其余部分均采用16锰桥梁钢（16Mnq），主梁总用钢量2,220吨，平均每延米用钢量为11.7吨/米。预制混凝土桥面板采用C50混凝土，现浇接头采用C60微膨胀钢纤维混凝土。
辅助孔主梁为预应力混凝土箱梁，梁高由2.52米变化到1.56米，上下幅分开，人行梯道从两幅中间落地。在2号墩处，设置强大的横梁将主跨与辅助跨联接。

### 斜拉索
全桥共13对26根平行布置的斜拉索，水平倾角为25°，索长67－291米。两排拉索横向间距6米，其间布置人行道；顺桥向梁上索间距12米。斜拉索采用直径7毫米的高强度低松弛镀锌钢丝成品索，标准抗拉强度1,670兆帕，全桥斜拉索采用三种规格，分别为PES7-283（第1－3號索）、PES7-223（第4－12號索）、PES7-187（第13號索），总用量约460吨。拉索锚固采用配套的PESM7冷铸镦头锚固体系，塔端为张拉端，梁端为锚固端，在梁端安装磁流变阻尼器减小拉索振动。

## 施工
由于斜塔自身不能维持平衡，无背索斜拉桥的施工不能像常规斜拉桥那样采用“先塔后梁、梁体悬拼（浇）”的施工方法，而需要保证施工过程中塔梁的平衡，因而采用“先梁后塔”的工序。
主梁钢结构部分采用“顶推法”施工。顶推梁段划分为16个节段，其中标准节段长度为12米。在大桥南岸布置拼装平台，利用箱梁U形横隔梁作为拼装组焊胎架，进行节段的拼装焊接。钢挑梁作为一个整体构件在前方另一平台上完成与主箱梁的连接工作。主跨按等间距设置了4个辅助墩，利用辅助墩和2号墩上的千斤顶拖引前移，主梁向塔岸延伸。在主梁顶推的同时，在桥塔处支架拼装塔座钢壳及与主梁联结段，并完成钢壳内混凝土的施工。待主梁顶推就位、标高调整后，完成两者的对接焊接。至此主梁钢结构部分施工完成。
塔身采用爬模工艺施工，按竖向高度3.95米（即锚固节点高差的一半）为一浇注节段。塔身在达到2#索锚固点位置后，完成1#索的张拉，在此之前已完成主梁上1#索至桥塔区段的混凝土桥面板施工，这样主梁中的轴力可以由混凝土桥面和钢箱梁共同承担。